# Stade de Mont Blanc
Het Stade de Mont Blanc is een ijsstadion gelegen te Chamonix-Mont-Blanc in Frankrijk. Het werd ingehuldigd in 1909. De ijsbaan werd gebruikt voor de schaatswedstrijden langebaan tijdens de eerste Olympische Winterspelen in 1924. In 1961 werd de baan gesloten. Al in 1909 werd op de baan een officieus wereldrecord voor vrouwen gereden, namelijk 5.17,0 op de 1500 meter.

## Grote kampioenschappen
- 1924 - Olympische Winterspelen
- 1926 - EK allround mannen
- 1961 - Frans kampioenschap allround

1924:  Stade de Mont Blanc · 
1928:  Badrutts Park · 
1932:  James B. Sheffield Olympic Skating Rink · 
1936:  IJsbaan van Garmisch-Partenkirchen · 
1948:  Badrutts Park · 
1952:  Bislett Stadion · 
1956:  Meer van Misurina · 
1960:  Squaw Valley Olympic Skating Rink · 
1964:  Olympia Eisstadion Innsbruck · 
1968:  Anneau de Vitesse de Grenoble · 
1972:  Makomanai Skating Centre · 
1976:  Olympia Eisstadion Innsbruck · 
1980:  James B. Sheffield Olympic Skating Rink · 
1984:  Zetra Ice Rink · 
1988:  Olympic Oval · 
1992:  Stade de Patinage Olympique · 
1994:  Vikingskipet · 
1998:  M-Wave · 
2002:  Utah Olympic Oval · 
2006:  Oval Lingotto · 
2010:  Richmond Olympic Oval · 
2014:  Adler Arena · 
2018:  Gangneung Science Oval · 
2022:  National Speed Skating Oval
2026:  Fiera Milano